# Franz-Domes-Hof

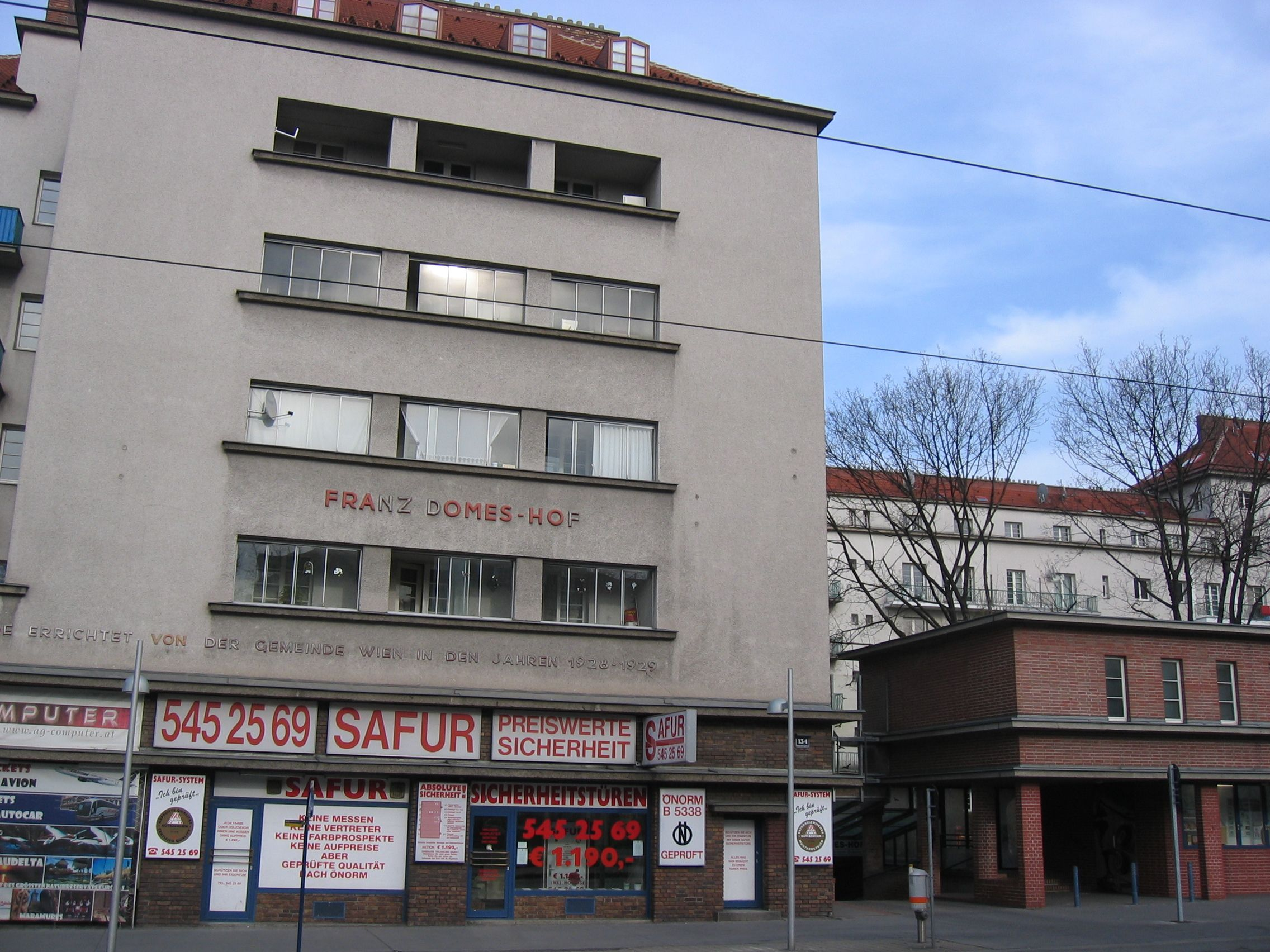
Der rechte Eingang zum Franz-Domes-Hof

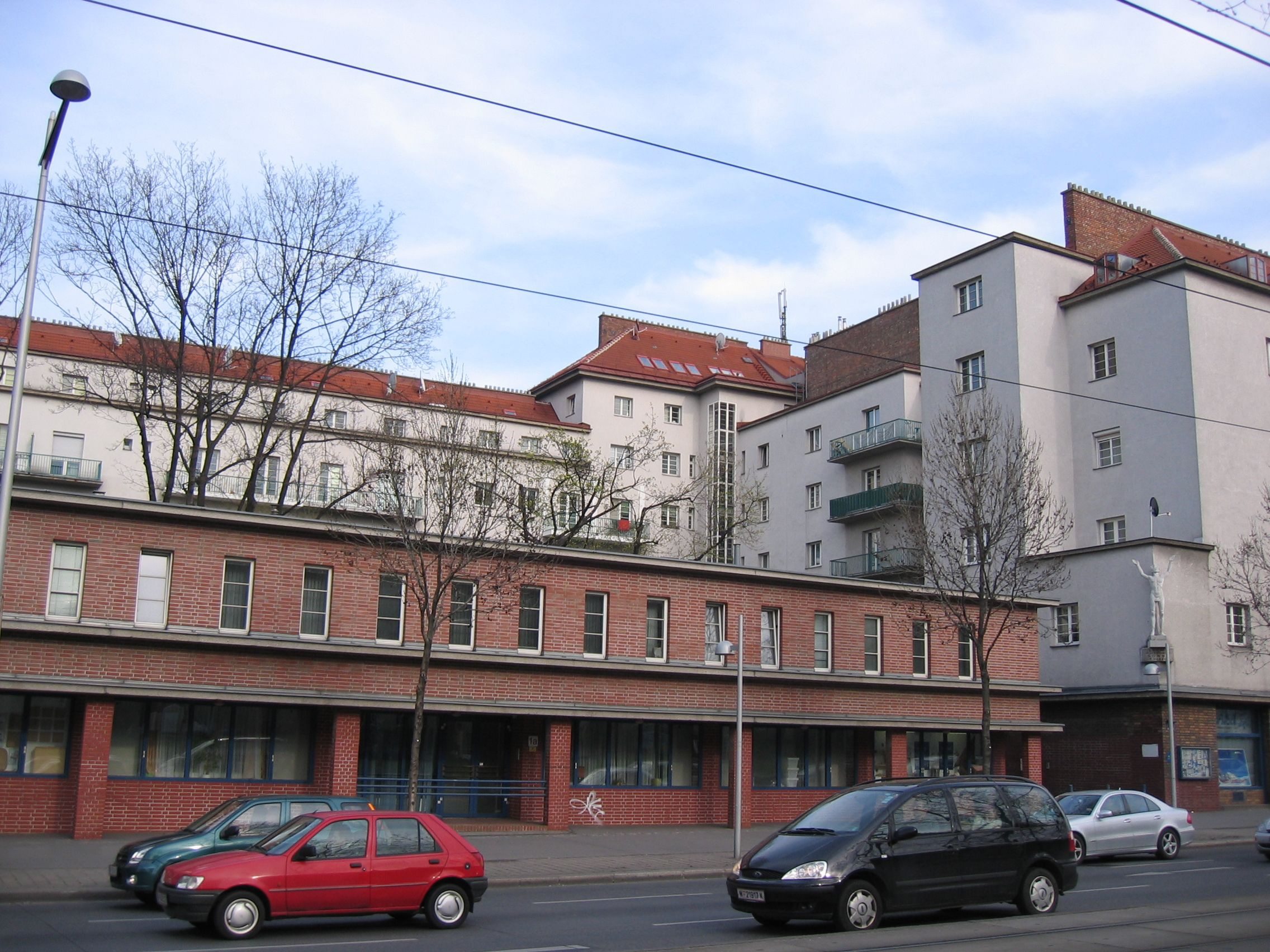
Der linke Eingang mit dem Lichtbringer

Der Franz-Domes-Hof ist eine denkmalgeschützte städtische Wohnhausanlage in Wien-Margareten. Sie befindet sich am Margaretengürtel 126–134. 

## Baubeschreibung
Der Franz-Domes-Hof wurde in den Jahren 1928/30 vom deutschen Architekten Peter Behrens als städtische Wohnhausanlage errichtet. Er wurde nach Arbeiterkammerpräsidenten und Nationalratsabgeordneten Franz Domes benannt. Beim linken Eingang befindet sich ein Reliefporträt von Franz Domes, gestaltet von Alfons Riedel.
Ursprünglich war der Hof durch einen Bauteil, in dem ein Kindertagesheim untergebracht war, geschlossen. Dieser wurde im Zweiten Weltkrieg durch Bombentreffer zerstört. In diesem Bereich befinden sich heute Bäume. Im Jahre 1995 wurde der Hof wieder, diesmal ganz vorne an der Straße, durch einen Neubau geschlossen.
Am rechten Eingang befindet sich das Relief Der Lichtbringer von Mario Petrucci, das die Inschrift „Licht in der Wohnung - Sonne im Herzen“ trägt, einen Menschen mit nach oben gestreckten Armen darstellt und sowohl den Körperkult als auch Wissen und Aufklärung symbolisiert. Ansonsten wird diese Anlage durch Balkonreihen und verglaste Stiegenhäuser gegliedert.